# Берта з Валь д'Ор
Берта з Валь д'Ор (дата народження невідома — смерть бл. 690 року) — абатиса, незаймана та мучениця, яка вшановується Римо-Католицькою Церквою як свята. Чоловік Гомбер, лорд Шампенуа був дворянином і членом королівської родини Франції, з яким вона жила безшлюбним життям. Традиція життя Берти «дуже пізня і ненадійна». Лоран Мажоре написав життєпис, який вперше був опублікований в Тулі в 1650 році і перевиданий в Реймсі в 1700 та 1743 роках.

## Життєпис
Гомбер побудував монастир для Берти та її дівчат в Авне, а потім пішов у монастир на узбережжі. Після того, як Гомберт було вбито «ідолопоклонниками» і «язичницькими мародерами», вона отримала видіння з побажанням перевести своїх черниць у Валь д'Ор, поблизу Авене, у регіоні Шампань на північному сході Франції. Невідомо, чи монастир дотримувався домініканського правила. В околицях була посуха; за словами агіографа Агнес Данбар, їй явився апостол Петро і повів її до саду з джерелом. Вона створила своєю прядкою струмок, який назвала «Терези», тому що вона купила джерело за фунт срібла. Потік протікав перед її монастирем і постачав воду як для її черниць, так і для міста; Данбар повідомив, що «там вона тече й донині, рясні запаси прекрасної, прозорої води, яка лікує багато недуг і свідчить про правдивість легенди про прядку».
У 690 році родичі чоловіка Берти розлютилися на неї, тому що вони були обурені тим, що вона роздала гроші свого чоловіка бідним і тому, що вона «роздала бідним багато, що вони сподівалися отримати собі». Через це вони її вбили. Данбар повідомляє, що вони «миттєво були схоплені дияволом і розірвали себе на шматки, усі, крім однієї жінки на ім'я Нунція, яка мала певні муки каяття». Берта з'явилася до Нунції, попросивши, щоб тіло її чоловіка було привезено до Валь д'Ор, щоб вона могла бути похована з ним. Нунція вимагала доказів того, що її дії будуть прощені, якщо вона виконає бажання Берти; щойно Нунція перенесла тіло Ґомбера до монастиря, з її носа та рота потекла кров, як і сказала Берта. Через сто років тіло Берти було знайдено «свіжим і схожим на життя»; коли її тіло та тіло Гомбера привезли до місця її вбивства, «її рани знову закровоточили». День вшанування Берти — 1 травня.